# Ytterhogdal
Ytterhogdal är en tätort i Ytterhogdals distrikt i Härjedalens kommun och kyrkbyn i Ytterhogdals socken i Hälsingland. Orten ligger vid ån Hoan. 
Ytterhogdal ligger i landskapet Hälsingland men i Härjedalens kommun som tillhör Jämtlands län.
En av de platser som pekas ut som Sveriges geografiska mittpunkt ligger precis norr om Ytterhogdal.

## Befolkningsutveckling
| Befolkningsutvecklingen i Ytterhogdal 1960–2020 | Befolkningsutvecklingen i Ytterhogdal 1960–2020 | Befolkningsutvecklingen i Ytterhogdal 1960–2020 | Befolkningsutvecklingen i Ytterhogdal 1960–2020 | Befolkningsutvecklingen i Ytterhogdal 1960–2020 |
| ----------------------------------------------- | ----------------------------------------------- | ----------------------------------------------- | ----------------------------------------------- | ----------------------------------------------- |
|                                                 |                                                 |                                                 |                                                 |                                                 |
| År                                              |                                                 |                                                 | Folkmängd                                       | Areal (ha)                                      |
| 1960                                            | 1960                                            |                                                 | 930                                             |                                                 |
| 1965                                            | 1965                                            |                                                 | 798                                             |                                                 |
| 1970                                            | 1970                                            |                                                 | 882                                             |                                                 |
| 1975                                            | 1975                                            |                                                 | 1 027                                           |                                                 |
| 1980                                            | 1980                                            |                                                 | 1 013                                           |                                                 |
| 1990                                            | 1990                                            |                                                 | 851                                             | 258                                             |
| 1995                                            | 1995                                            |                                                 | 739                                             | 226                                             |
| 2000                                            | 2000                                            |                                                 | 660                                             | 227                                             |
| 2005                                            | 2005                                            |                                                 | 603                                             | 227                                             |
| 2010                                            | 2010                                            |                                                 | 534                                             | 226                                             |
| 2015                                            | 2015                                            |                                                 | 534                                             | 198                                             |
| 2020                                            | 2020                                            |                                                 | 461                                             | 228                                             |
|                                                 |                                                 |                                                 |                                                 |                                                 |

## Samhället
I Ytterhogdal ligger Ytterhogdals kyrka. Det finns även en skola, Centralskolan, med årskurser F-6 och ungefär 70 elever.
Ytterhogdals biograf huserar i Folkets hus och har Härjedalens kommuns största bioduk.

## Kommunikationer
Väg E45 passerar orten men järnvägen kom aldrig till samhället eftersom Inlandsbanan drogs i en genare sträckning väg mellan Sveg och Svenstavik. Därför ligger Ytterhogdals station fem kilometer från orten.

## Idrott
Fotbollslaget Ytterhogdals IK finns här.

## Kända personer
- Bengt-Åke Cras (1943– ), författare
- Leander Engström (1886–1927), konstnär
- Olof Pålsson (1773-1853), smed
- Rosa Taikon (1926–2017), silversmed
- Tord Grip (1938– ), fotbollsspelare
- Tony Gustavsson (1973– ), fotbollsspelare